# Honor 8C
Honor 8C — смартфон, розроблений суббрендом Huawei Honor. Був представлений 11 жовтня 2018 року.

## Дизайн
Екран виконаний зі скла. Корпус виконаний з глянцевого пластику в кольорі Phantom Blue і матового у всіх інших кольорах.
За дизайном смартфон схожий на Honor 8X.
Знизу знаходяться роз'єм microUSB, динамік та мікрофон. Зверху розташований другий мікрофон та 3.5 мм аудіороз'єм. З лівого боку розташований слот під 2 SIM-картки і карту пам'яті формату MicroSD до 256 ГБ. З правого боку розміщені кнопки регулювання гучності та кнопка блокування смартфона. Сканер відбитків пальців розташований на задній панелі.
Honor 8C продавався в 5 кольорах: чорному (Magic Night Black), золотому (Platinum Light Gold) синьому (Aurora Blue), фіолетовому (Nebula Purple) та синьо-фіолетовому (Phantom Blue).

## Технічні характеристики

### Платформа
Смартфон першим отримав процесор Qualcomm Snapdragon 632 з графічним процесором Adreno 506.

### Батарея
Батарея отримала об'єм 4000 мА·год.

### Камери
Смартфон отримав основну подвійну камеру 13 Мп, f/1.8 (ширококутний) з фазовим автофокусом + 2 Мп, f/2.4 (сенсор глибини). Фронтальна камера отримала роздільність 8 Мп та діафрагму f/2.0 (ширококутний). Основна та фронтальна камери вміють знімати відео в роздільній здатності 1080p@30fps

### Екран
Екран IPS LCD, 6.26", HD+ (1520 × 720) зі щільністю пікселів 269 ppi, співвідношенням сторін 19:9 та вирізом під сенсор глибини, освітлення, розмовний динамік та фронтальну камеру.

### Пам'ять
Пристрій продавався в комплектаціях 3/32, 4/32 та 4/64 ГБ.

### Програмне забезпечення
Смартфон працює на EMUI 8.2 на базі Android 8.1 Oreo.